# Desmodiastrum racemosum
Desmodiastrum racemosum là một loài thực vật có hoa trong họ Đậu. Loài này được (Benth.) A.Pramanik & Thoth. miêu tả khoa học đầu tiên.